# Ytrebygda
Ytrebygda est un bydel de Bergen, en Norvège.